# Molguloides cyclocarpa
Molguloides cyclocarpa är en sjöpungsart som beskrevs av Monniot 1982. Molguloides cyclocarpa ingår i släktet Molguloides och familjen kulsjöpungar. Inga underarter finns listade i Catalogue of Life.